# Rue de l'Application
La rue de l'Application (en néerlandais : Vlijtstraat) est une rue bruxelloise de la commune d'Auderghem entre la chaussée de Wavre et la chaussée de Watermael sur une longueur de 280 mètres.
La numérotation des habitations va de 3 à 81 pour le côté impair et de 2 à 84 pour le côté pair.

## Historique et description
Le 7 janvier 1911, le collège échevinal décida de tracer une rue dans la propriété foncière d’un M. Ghenne. Un nouveau complexe scolaire était alors en construction à proximité, ce qui a peut-être influencé le choix du nom de la nouvelle rue.
Vers 1978, les habitants de la rue manifestèrent leur opposition à la construction d’un grand immeuble à appartements, à la suite de quoi l’autorité enterra le projet.
En 1997, on lotit les terrains d’une ancienne pépinière et une nouvelle voie publique vit le jour : le clos Paul Delforge.

### Abords
Le 17 janvier 1949, le conseil communal donna l’autorisation d’installer une bergerie pour chèvres et moutons, ce qui n’allait pas de soi dans une rue à l’habitat aussi dense.

## Galerie

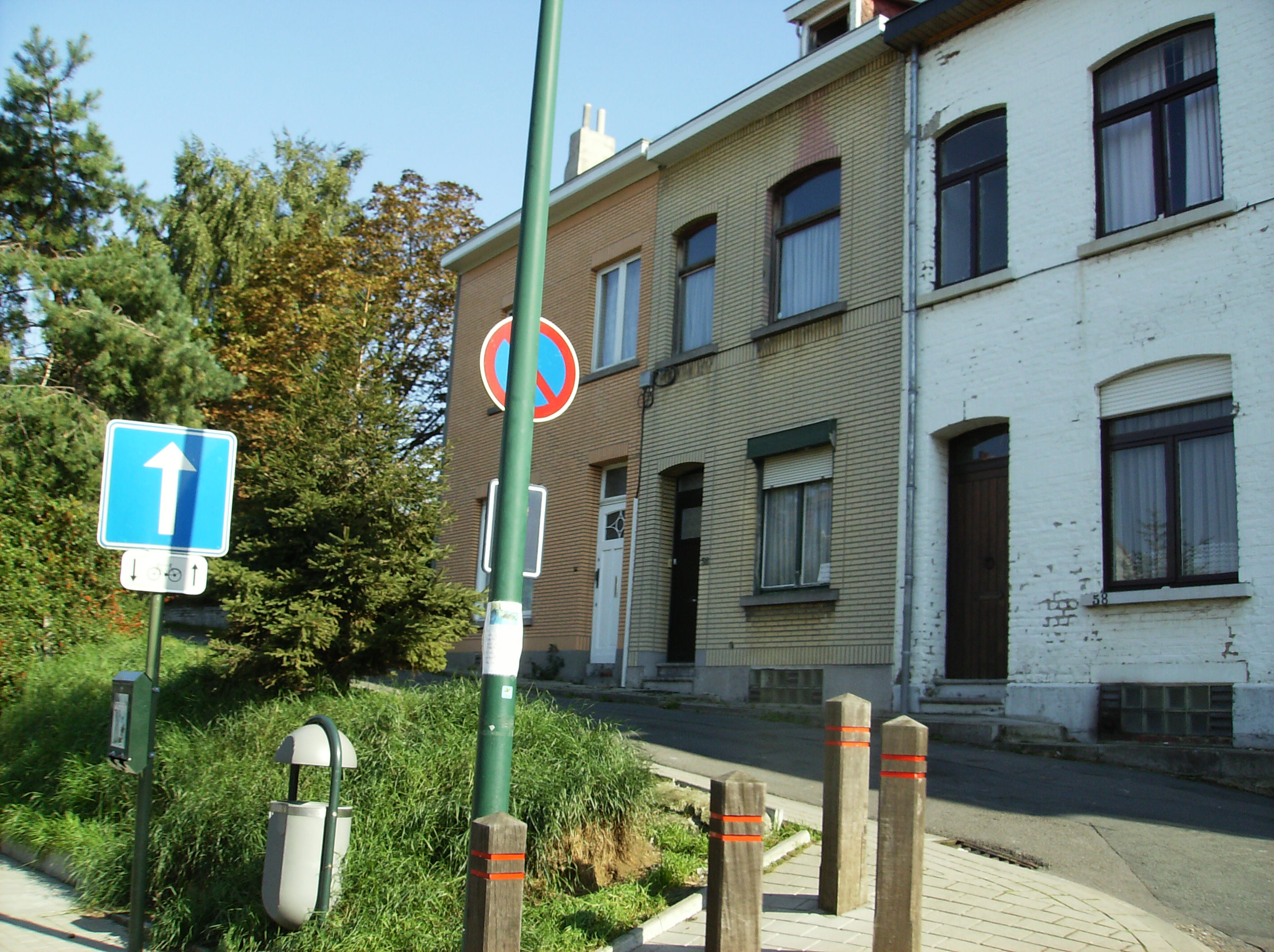
Anciennes maisons le long de la montée